# Ramaria ochrochlora
Ramaria ochrochlora är en svampart som beskrevs av Furrer-Ziogas & Schild 1971. Ramaria ochrochlora ingår i släktet Ramaria och familjen Gomphaceae.   Inga underarter finns listade i Catalogue of Life.